# Лотос
Лотос (Nelumbo) е род водни растения от семейство Лотосови (Nelumbonaceae). Единствен род в семейството. Има два вида, единият разпространен в Азия, другият в Северна Америка.

## В историята
- В Древен Египет с образа на лотоса са се свързвали творението, раждането и Слънцето като източник на живота. Лотосът е цвете, което е свещено за древните египтяни. Той е символ на красотата, чистотата, стремежа към светлина и по-добър свят. Изображението на лотос се среща в цялото египетско изкуство — като се започне с лотосовидните капители на храмовите колони и се завърши с тоалетните съдове и накитите.

- В Китай лотосът се е почитал като свещено растение още преди разпространението на будизма. Олицетворява чистота и целомъдрие, плодородие и свята сила. Според древните китайци, на западното небе, в лотосовия рай се намира лотосовото езеро.[1]

- В Древна Индия лотосът символизирал творческата сила, сътворението на света. В него виждали символ на Вселената, изображение на земята, която плува, подобно на цвета, по повърхността на океана. Разтворената чашка на цветето, разположена по средата, е планината на боговете Меру.[2]

- Лотосова сутра е една от най-популярните и с огромно значение сутри в Махаяна традициите на будизма.

- Лотосовата ступа е известен вид ступа – постройка с конусовидна или пирамидална форма, разпространена в будизма.

## Видове
- Nelumbo lutea – Американски лотос
- Nelumbo nucifera – Свещен лотос

## Други
На лотоса е наречена улица в квартал „Горна баня“ в София (Карта).